# Ари Олафсон
Ари Олафсон (исл. Ari Ólafsson; 21. мај 1998) је исландски певач, познат као представник Исланда на Песми Евровизије 2018. године.

## Биографија
Ари Олафсон је рођен 21. маја 1998. године у Рејкјавику у којем је и одрастао. Део детињства провео је на Флориди. Селма Бјорнсдотир открила је његов певачки таленат кад му је било једанаест година. Тада је наступао у мјузиклу „Oliver!”. 2015. године учествовао је у исландској верзији музичке талент емисије "The Voice". 2018. учествовао је на исландском националном избору за Песму Евровизије Söngvakeppnin 2018, на којем је и победио са песмом „Our Choice”. Са том песмом је представљао Исланд на Песми Евровизије 2018. у Лисабону. Био је 19. (задњи) у првом полуфиналу са 15 бодова.